# Маржинбаева
Маржинбаева — деревня в Аргаяшском районе Челябинской области, входит в состав Дербишевского сельского поселения.

## География
Расположена в восточной части района, на восточном берегу озеро Карагайкуль.  Расстояние до районного центра села Аргаяш 12 км. 

## История
Основана башкирами Айлинской волости после 1742, заселена на условиях аренды. На Генеральном плане Челябинского уезда (1800) указана на современном месте.

## Население
| 2002 | 2010 |
| ---- | ---- |
| 215  | ↘213 |

(в 1889 — 188, в 1900 — 184, в 1916 — 250, в 1970 — 206, в 1995 — 259)

## Улицы
- Лесная улица
- Центральная улица

## Инфраструктура
- Фельдшерский акушерский пункт